# Josef Neumayer
Josef Neumayer, né le 17 mars 1844 à Mariahilf et mort le 25 mai 1923 à Vienne, est un juriste et homme politique autrichien membre du Parti chrétien-social. Il est bourgmestre de la ville de Vienne de 1910 jusqu'en 1912.

## Biographie
Neumayer a étudié le droit et travaillait comme un avocat de la défense pénale à partir de 1873. En 1885, il s'est mis à la gestion de la fortune de l'établissement de santé à la station de Bad Hall.
Un partisan du nationalisme allemand à l'origine, il se rallia au Parti chrétien-social du bourgmestre Karl Lueger. Il est entré au conseil communal de Vienne en 1895 ; le 22 mai 1896, il est nommé vice-maire de la ville. En 1902, il est également élu député au Landtag de Basse-Autriche.
À la mort de Karl Lueger le 10 mars 1910, Neumayer a été désigné pour lui succéder. Nommé bourgmestre le 4 mai, sa gestion au conseil d'administration souffrira de sa déficience auditive grandissante. Le 10 décembre 1912, avant les élections municipales, il a démissionné à la suite des vigoureuses critiques exprimées par l'opposition. Son successeur est Richard Weiskirchner.
Neumayer meurt le 25 mai 1923 et repose au cimetière de Hietzing.